# Либекер
Либекер (швед. Lybecker) — дворянский род.
Происходят из Вестфалии; переселились в Швецию при короле Густаве-Адольфе. 
Грамотой Шведского короля Карла XII от 30 марта/10 апреля 1707 года генерал-майор Георг Либекер возведен, с нисходящим его потомством, в баронское достоинство королевства Шведского.
Род потомков его: капитана Класа-Рейнгольда, штабс-капитана Карла-Отто и майора Георга-Генриха баронов Либекер внесен, 24 января / 5 февраля 1818 года, в матрикул Рыцарского Дома Великого Княжества Финляндского, под № 5. 

## Описание герба
по Долгорукову
Посреди герба щиток с родовым гербом фамилии Либекер: в голубом поле золотой шар; над ним серебряная стрела, острием вверх, и с каждого боку её по серебряной пятиугольной звезде. 
Щит разделен на 4 части; 1-я и 4-я части разделены горизонтально на два неравных поля; в верхнем, меньшем, серебряном поле, положены крестообразно два голубые молотка; в нижнем, большем, красном поле, серебряная башня.
2-я и 3-я части разделены горизонтально на две половины: в верхней половине, в золотом поле, до половины выходящий голубой лев, вправо обращенный, держит в правой лапе голубое знамя; в нижней половине, в красном поле, четыре перпендикулярные золотые полосы. 
На гербе баронская корона и по бокам её два шлема с баронскими же коронами. На правом шлеме две трубы, полу-золотые, полу-голубые; между ними золотой шар, и над ним серебряная стрела, острием вверх. Из левого шлема выходит вправо обращенный лев, держащий в правой лапе голубое знамя. Намет попеременно золотой и серебряный, подложенный голубым и красным.